# Camponotus germaini
Camponotus germaini är en myrart som beskrevs av Carlo Emery 1903. Camponotus germaini ingår i släktet hästmyror, och familjen myror.

## Underarter
Arten delas in i följande underarter:
- C. g. germaini
- C. g. tacuruensis

## Bildgalleri

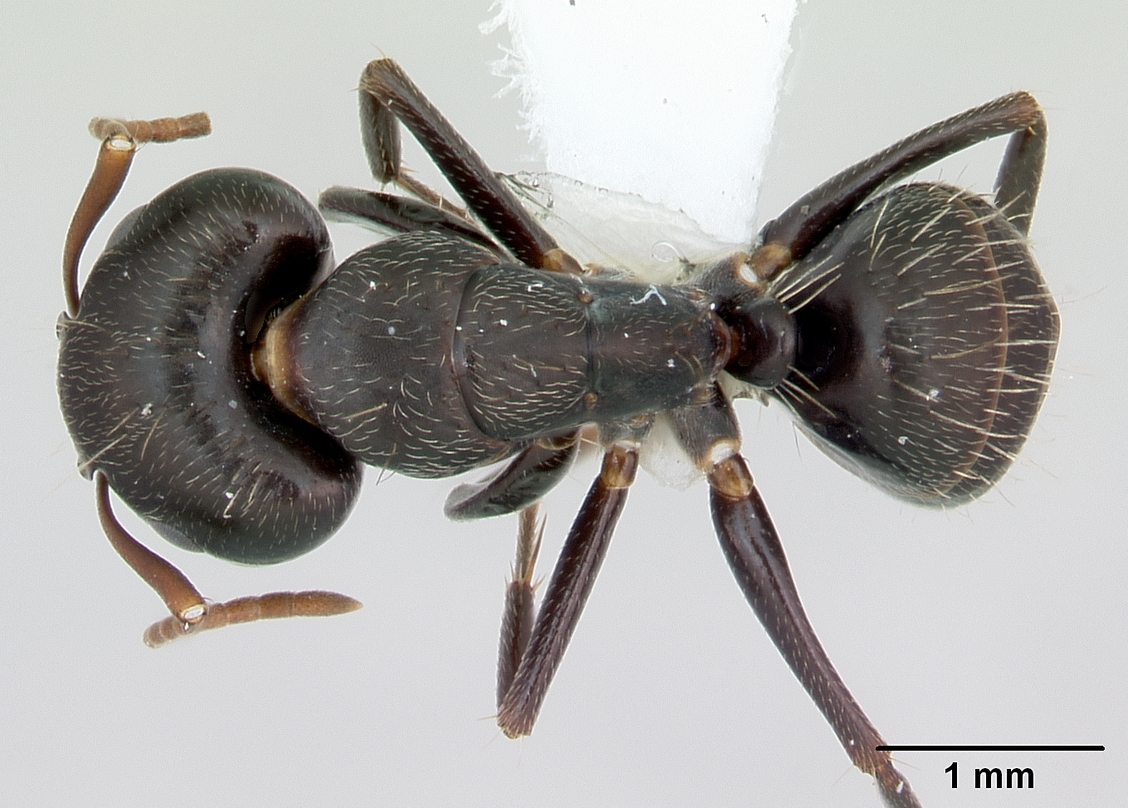
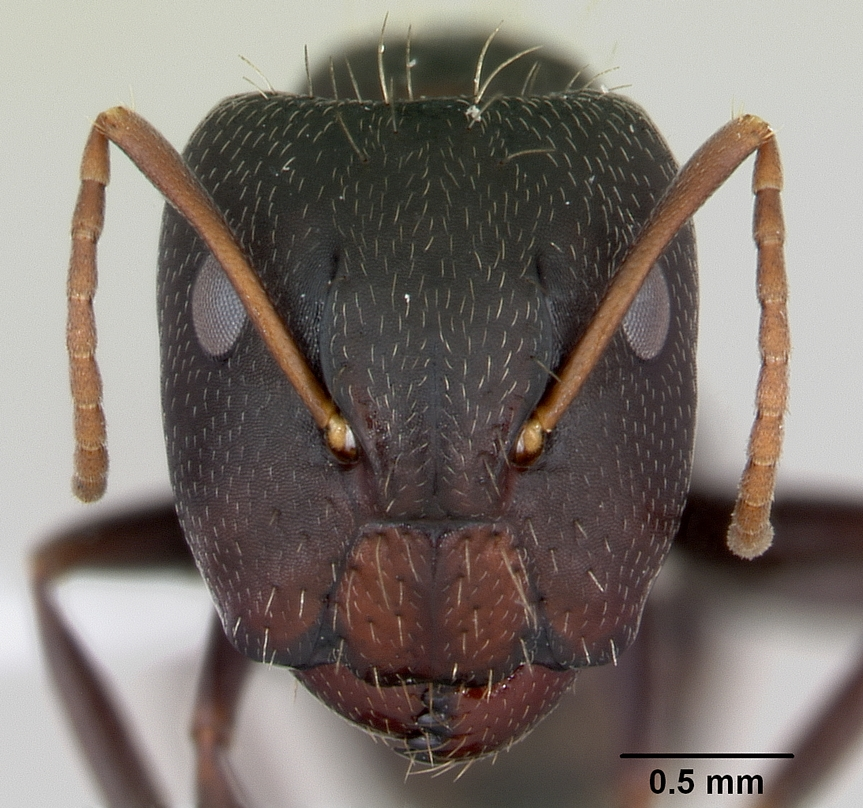
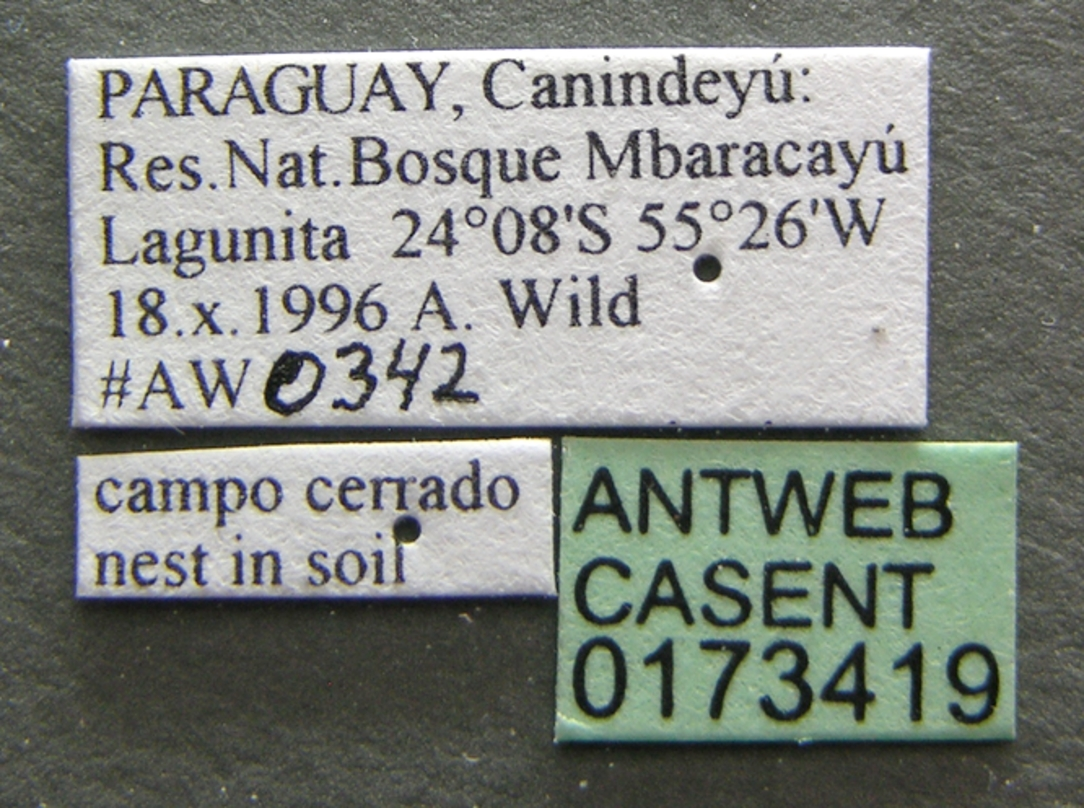
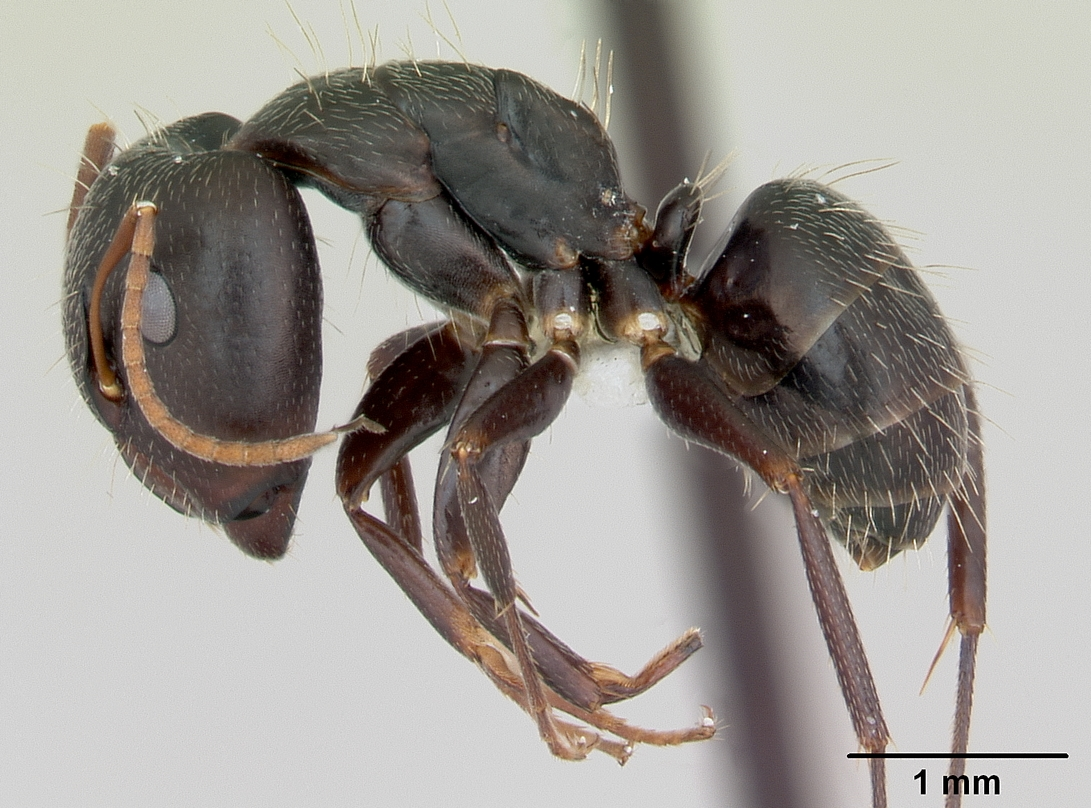
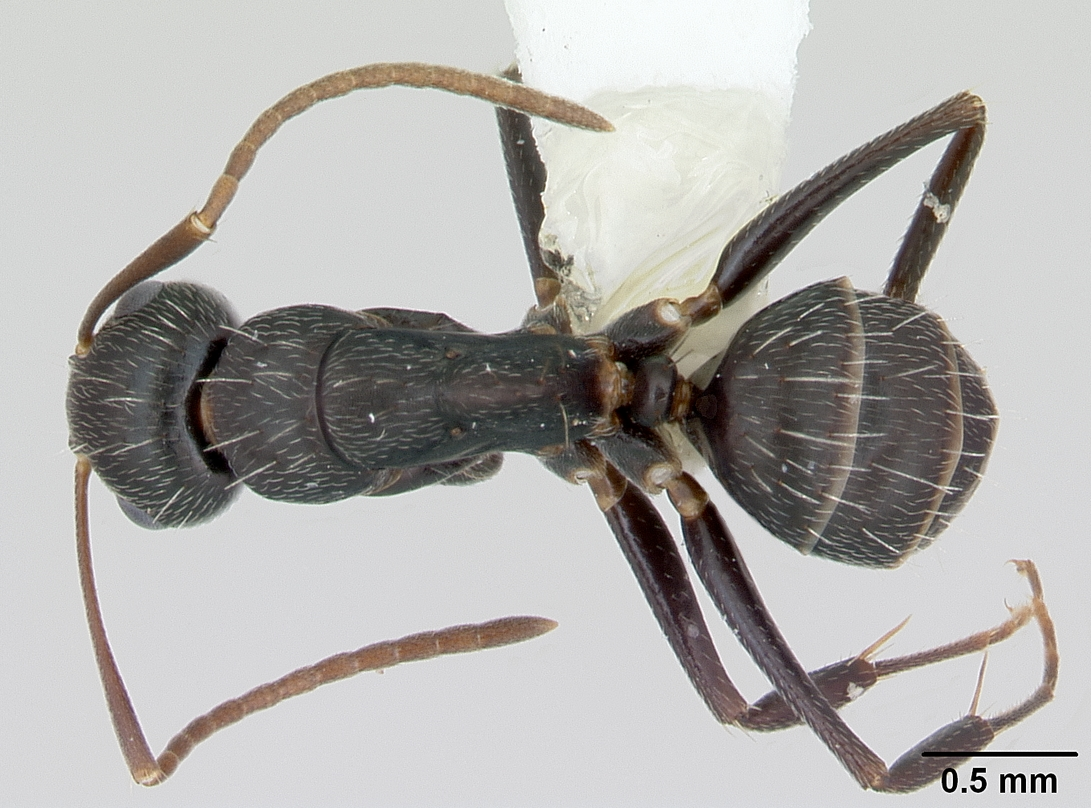
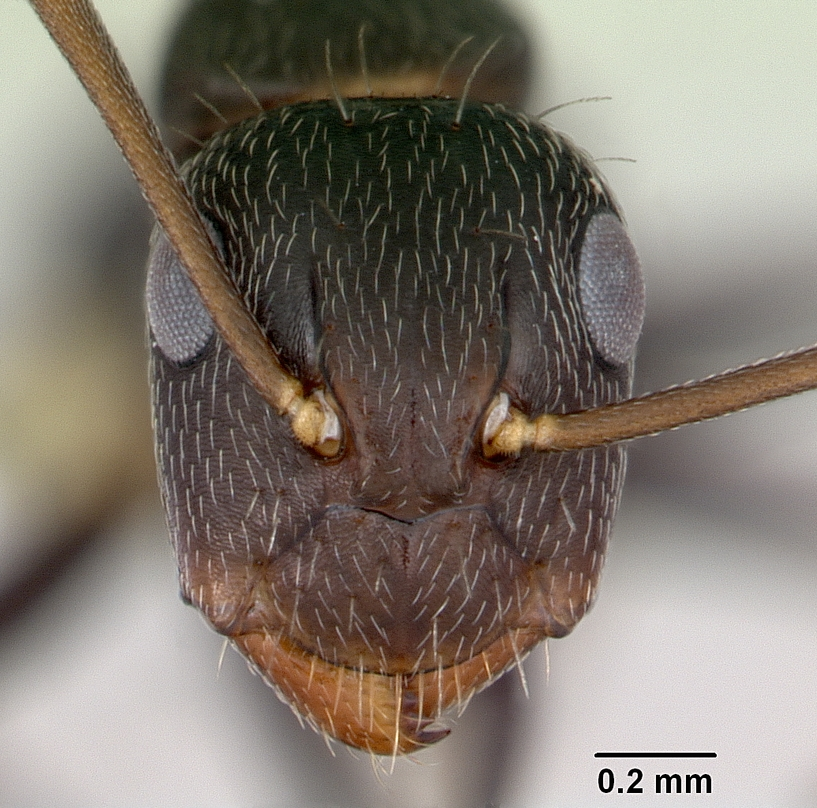